# 衢州蘭谿戰鬥
衢州蘭谿戰鬥發生於1927年1月27日，地點則是在中國浙西一帶，是國民革命軍北伐戰爭的戰鬥之一。衢州蘭谿戰鬥的交戰雙方，一方為國民革命軍，另一方為北洋政府所轄軍隊。

## 參看
- 中華民國北洋政府時期內戰戰鬥列表